# Дан Шехтман
Данієль Шехтман (івр. דן שכטמן; нар. 24 січня 1941, Тель-Авів) — ізраїльський фізик і хімік, лауреат Нобелівської премії з хімії за 2011 рік «за відкриття квазікристалів».

## Біографія
Данієль Шехтман народився в Тель-Авіві 1941 року. 1966 року в Техніоні він здобув ступінь бакалавра, 1968 року — магістра, а 1972 року — PhD. Після здобуття ступеня PhD Шехтман в Дослідницькій лабораторія ВВС при авіабазі Райта-Паттерсона в штаті Огайо, США, три роки вивчав властивості алюмінідів титану. 1975 року він влаштувався на факультет матеріалознавства в Техніон. У 1981–1983 роках Шехтман перебував у творчій відпустці в Університеті Джонса Хопкінса, де він спільно з Національним інститутом стандартів і технологій (США) займався вивченням швидкоохолоджених сплавів алюмінію з перехідними металами. Результатом цих досліджень стало відкриття ікосаедричної фази і подальше відкриття квазіперіодичних кристалів. У 1992–1994 роках Шехтман перебував у творчій відпустці в Національному інституті стандартів і технологій, де займався вивченням впливу дефектних структур кристалів, вирощених методом хімічного осадження з газової фази, на їх зростання і властивості.
1996 року Шехтман був обраний членом Ізраїльської Академії Наук, 2000 року — членом Національної Технічної Академії США, 2004 року — членом Європейської Академії Наук.

## Нагороди
- 1986 — Премія фонду Фріденберг з фізики
- 1988 — Премія Американського фізичного товариства
- 1988 — Премія Ротшильда
- 1998 — Державна премія Ізраїлю з фізики
- 1999 — Премія Вольфа з фізики
- 2000 — Премія Григорія Амінова
- 2000 — Премія EMET
- 2008 — Премія Європейського товариства матеріалознавства
- 2011 — Нобелівська премія з хімії